# Gneisenau (nave da battaglia)
La Gneisenau fu una nave da battaglia veloce della classe Scharnhorst della Kriegsmarine tedesca, classificata come incrociatore da battaglia dalla Royal Navy. Fu la seconda nave ad essere battezzata con il nome del generale prussiano August von Gneisenau, la prima fu l'incrociatore corazzato della prima guerra mondiale SMS Gneisenau.

## Storia

### Progetto

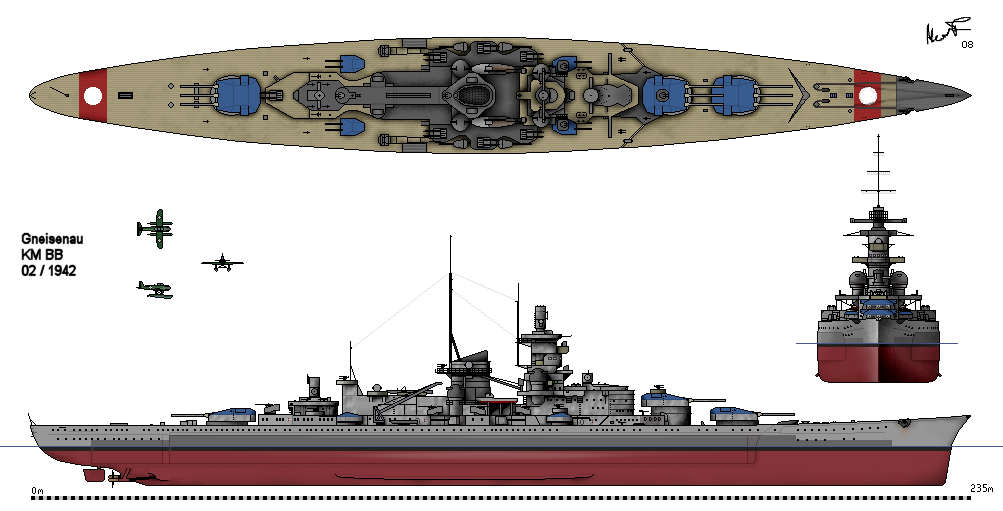
Tabella prospettica della Gneisenau del 1942

La Gneisenau venne chiamata originariamente Panzerschiffe 'E', e venne inizialmente impostata nel febbraio 1934 come un'unità della classe Deutschland di "corazzate tascabili". La costruzione venne però ritardata e quindi venne demolita e reimpostata nel maggio 1935. Venne varata alla fine del 1936 ed entrò in servizio nel 1938. Il suo dislocamento standard era appena al di sotto del limite previsto dai trattati di Versailles e di Washington e fissato in 35.000 tons. La sua cintura corazzata di quasi 350 mm era comparabile a quella delle moderne navi da battaglia dell'epoca e grandemente superiore a quello degli incrociatori da battaglia britannici HMS Renown e HMS Repulse (che erano stati progettati per essere suoi eguali come potenza di batterie principali) e delle navi da battaglia francesi Dunkerque e Strasbourg.

### Servizio
Insieme alla sua nave gemella, Scharnhorst, furono generalmente considerate come il maggior successo di progettazione tedesco dell'epoca. La critica principale al progetto fu il ponte di coperta relativamente basso sul livello del mare che la rese "umida" nelle condizioni del Nord Atlantico. Questo condusse ad alterazioni nell'insellatura e nell'installazione della Atlantic Bow ("Prua Atlantica") con i lavori di miglioramento dell'inverno del 1938. Condusse le prove di navigazione nell'oceano atlantico nel giugno 1939.
Il 4 settembre 1939, il giorno successivo alla dichiarazione di guerra, venne attaccato a Brunsbüttelkoog da aerei della RAF, senza subire danni. L'8 ottobre navigò con l'incrociatore leggero Köln e con 9 cacciatorpediniere per creare una diversione per le forze Alleate in caccia del Deutschland. Alla fine del 1939 operò insieme con lo Scharnhorst nel nord atlantico e affondò l'Incrociatore mercantile armato HMS Rawalpindi, soffrendo però gravi danni a causa di una tempesta marina. Nel 1940 protesse l'invasione della Norvegia e combatté senza risultati contro la Renown, subendo danni alla sua torre di poppa ed al radar. Il 5 maggio fece detonare una mina magnetica a 21 metri a babordo e venne danneggiata dall'onda d'urto e incominciò ad imbarcare acqua, perdendo la capacità di virare per 18 minuti. Il danno venne riparato il 21 maggio a Kiel.
L'8 giugno, nell'ambito dell'operazione Juno contro le unità britanniche in evacuazione dalla Norvegia, insieme alla Scharnhorst sorprese ed affondò la portaerei britannica HMS Glorious, e le sue scorte, i cacciatorpediniere HMS Acasta e HMS Ardent. Nel mese di giugno venne colpita da un siluro lanciato dal sottomarino inglese Clyde nel Nord Atlantico e dopo essere stata riparata si unì allo Scharnhorst nell'operazione Berlin, la loro campagna di maggior successo contro il traffico mercantile nel marzo del 1941. La Gneisenau affondò 14 navi e lo Scharnhorst 9, riuscendo entrambe a tenersi alla larga dalle navi da battaglia britanniche che proteggevano i convogli. Venne nuovamente colpita da un siluro nell'aprile 1941 e colpita da 4 bombe mentre si trovava a Brest nella notte del 9-10 aprile e venne riparata, sempre a Brest nel dicembre 1941. Durante il suo periodo di permanenza nel porto francese, tra un bombardamento aereo e l'altro, venne sottoposta a dei lavori di modernizzazione, che ampliarono l'hangar per gli aerei, potenziarono l'armamento antiaereo leggero e installarono due impianti lanciasiluri trinati da 533 mm asportati dall'incrociatore leggero Leipzig.

### La fine della carriera operativa

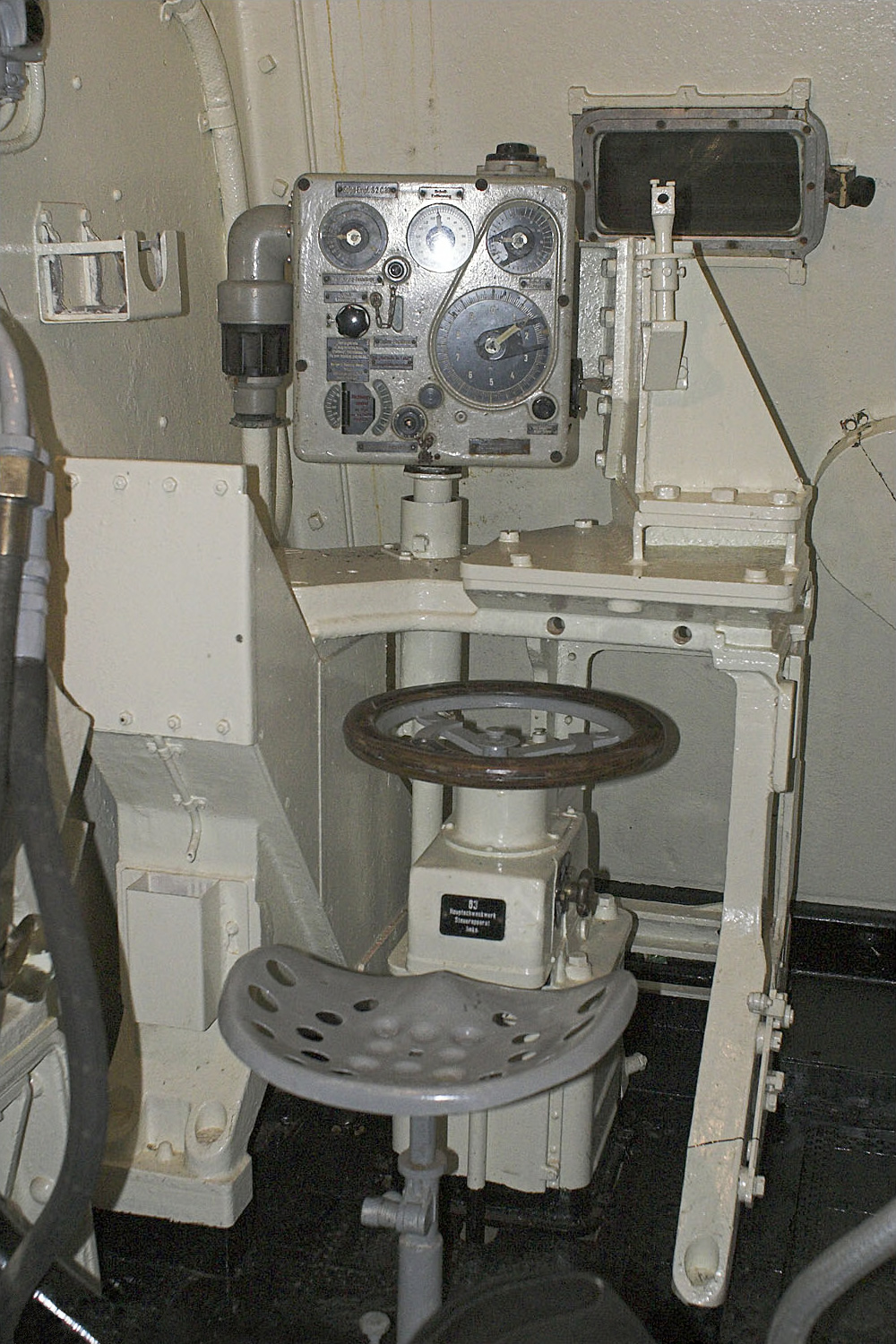
Dettaglio dell'interno della torre C

Nel 1942 gli attacchi aerei britannici avevano reso Brest poco sicura ed accompagnata dalla Scharnhorst, dall'incrociatore pesante Prinz Eugen e da uno schermo di copertura di cacciatorpediniere e torpediniere, la Gneisenau tentò un'audace corsa verso la Germania, in un'operazione chiamata Operazione Cerberus, e conosciuta dai britannici come Channel Dash ("Corsa del canale"), tra l'11 e il 13 febbraio 1942. Sebbene scampasse illesa alla furiosa battaglia aerea che seguì, incappò in una mina navale che la immobilizzò a Kiel, dove nella notte del 26-27 febbraio 1942 venne gravemente danneggiata da un bombardamento che provocò estesi danni, dovuti al fatto che la nave era ai lavori e quindi priva di equipaggio, ma, al contempo, le munizioni di grosso calibro non erano state sbarcate, come sarebbe stato doveroso in una simile circostanza. Pertanto, tale attacco pose fine alla sua carriera operativa. Tra il 1942 e il 1944 vennero fatti alcuni lavori per ricostruirla con tre torrette binate armate con cannoni da 380mm al posto delle tre torri trinate da 280mm preesistenti, ma non giunsero mai a compimento. I suoi cannoni della torre Anton vennero rimossi ed inviati in Danimarca, le torri Bruno e Caesar ed i loro cannoni inviati in Norvegia. la sua missione finale fu di essere affondata ed usata per bloccare il porto di Gotenhafen. Venne fatta riemergere e demolita dopo la guerra.

### Batterie costiere

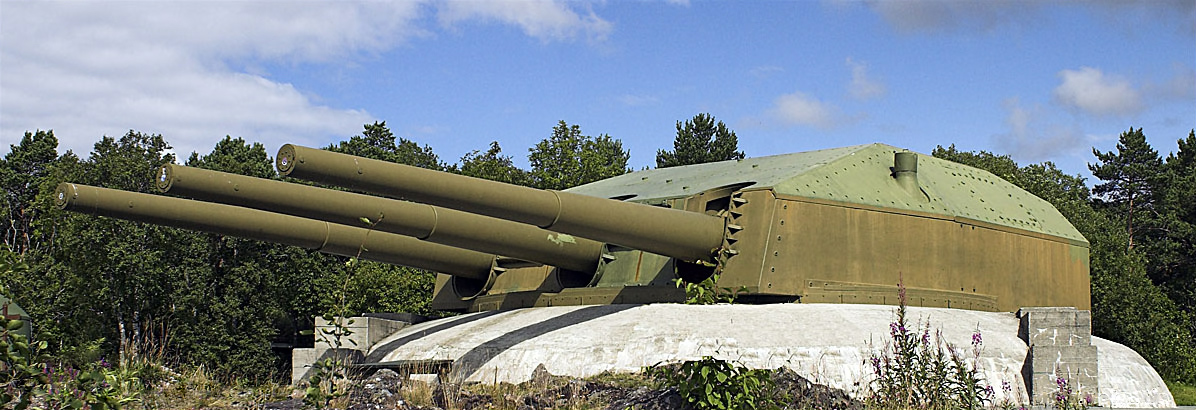
La torre C (Caesar) nel forte museo di Austråt (Norvegia)

La torre "B" (Bruno) fu sistemata come batteria costiera Fjell (MKB 11/504 - Marine Kunsten Batterie, batteria costiera della marina) sull'isola di Sotra in prossimità di Bergen (Norvegia), operativa a partire dal 1º luglio 1943. La torre C (Caesar), venne convertita nella batteria costiera Oerlandet (MKB 4/507) nella cittadina di Austråt presso Bergen ed esiste ancora oggi. Due torri secondarie, armate con cannoni da 150/52, furono sistemate per la difesa della zona di Petsamo (al confine fra Finlandia e Norvegia) ed altre due in Danimarca nell'isola di Fanoe (presso Esbjerg).